# Jo Jeeta Wohi Sikandar
Jo Jeeta Wohi Sikandar (traducción: Quien gane será el rey) es una película dramática india de 1992 dirigida por Mansoor Khan. La película está protagonizada por Aamir Khan, Ayesha Jhulka, Deepak Tijori, Pooja Bedi, Mamik Singh y Kulbhushan Kharbanda en los papeles principales, mientras que el hermano de Aamir, Faisal Khan, hace una aparición especial. La música fue compuesta por Jatin Lalit. La película fue la inspiración para el filme en telugu Thammudu (1999), y se hicieron remakes en tamil como Badri (2001), en kannada como Yuvaraja (2001) y en bengalí como Campeón (2003). La película ganó el premio Filmfare a la mejor película de 1992. También se ha transmitido en Disney Channel India.

## Sinopsis
La película está ambientada en Dehradun, India. Inicia con la descripción de varias universidades en la ciudad. La universidad de Rajput tiene estudiantes adinerados y cada alumno es heredero de una fortuna multimillonaria. Por el contrario, la universidad modelo tiene estudiantes de hogares locales pobres. Otras universidades son las de Xaviers College y Queens College, esta última es para chicas, con los chicos de las tres universidades tratando de cortejar a las estudiantes allí.
Lo más destacado de la ciudad es el campeonato deportivo interuniversitario anual con una carrera ciclista de maratón como evento principal. En el comienzo de la película, Ratan Lal Sharma (Mamik Singh) de Model College y Shekhar Malhotra (Deepak Tijori) del Rajput College disputan la carrera, y este último la gana porque Ratan tiene una bicicleta de calidad inferior. Después de la carrera, ambos son felicitados por sus respectivas escuelas, pero Shekhar se vuelve engreído y arrogante.
Sanju (Aamir Khan) es el hermano menor de Ratan pero es muy diferente a él. Es un joven despreocupado que siempre está en problemas con su padre Ramlal (Kulbhushan Kharbanda), que quiere que sea más maduro y se vuelva responsable como Ratan. Sanju y su pequeña pandilla, que incluye a Anjali (Ayesha Jhulka) (que está enamorada de Sanju), practica deportes en las literas, fuma cigarrillos y deambula por la ciudad. Anjali y su padre dirigen un taller de reparación de vehículos y el padre de Anjali le pide a su hija que se mantenga alejado de Sanju.
Ramlal y su familia tienen un pequeño café que es el lugar de reunión para la mayoría de los estudiantes universitarios. Se producen varios enfrentamientos entre Sanju y Shekhar debido a las humillaciones de Shekhar en contra de Ratan y de su padre. Después de que se desencadenara una serie de problemas, una acalorada discusión y pelea se produce entre Ratan y Shekhar, que termina con Ratan accidentalmente cayendo a un acantilado. Con Ratan en el hospital, Sanju se vuelve más responsable y comienza a preocuparse por su padre y su hermano que se encuentra convaleciente. Decide que participará en la carrera de ciclismo con la ayuda de Anjali y dará lo mejor por Ratan.
Sanju participa en la carrera, que comienza con Sanju y Shekhar en los primeros lugares. En algún lugar en el medio, los dos caen y se produce una pelea entre Sanju, Shekhar y sus amigos. Durante esta pelea, otros ciclistas toman la delantera. Shekhar vuelve a la pista con sus amigos reteniendo a Sanju. Sanju se libera de los amigos de Shekhar y se une a la carrera, alcanzando a Shekhar durante las últimas vueltas y finalmente derrotándolo en los últimos momentos, dándole a Model College, a su padre y a su hermano la tan esperada y anhelada victoria.

## Reparto
- Aamir Khan como Sanjaylal Sharma.
- Ayesha Jhulka como Anjali.
- Mamik Singh como Ratanlal Sharma.
- Kiran Zaveri como Kalpana.
- Deepak Tijori como Shekhar Malhotra.
- Sooraj Thapar como el amigo de Shekhar Malhotra.
- Pooja Bedi como Devika.
- Kulbhushan Kharbanda como Ramlal Sharma.
- Aditya Lakhia como Maksood.
- Deven Bhojani como Ghanshyam.
- Asrani como el señor Dubey.
- Imran Khan como Sanjaylal.
- Sharokh Bharucha como Ratanlal.
- Anjan Srivastav como el comentarista.
- Ravindra Kapoor como Shakoor.
- Girija Shettar como cantante en Jawa ho yaaron.[3]

## Producción
Akshay Kumar audicionó para hacer parte del elenco y Milind Soman firmó para el papel de Malhotra antes de que Tijori lo interpretara. Aditya Pancholi fue seleccionado para interpretar el papel de Ratan, sin embargo, finalmente el papel fue para Mamik Singh. La trama tiene ciertas similitudes con la película estadounidense de 1979 Breaking Away. Sin embargo, Mansoor Khan declaró que solo se enteró de que existía esta película estadounidense después de que se generó la controversia. Ambas películas tienen varias similitudes temáticas, que incluyen amistad, barreras de clase, carreras de bicicletas y parentesco, pero son películas distintas, con diferentes narrativas, personajes, motivaciones y reglas de competencia.